# Håskjeret
Håskjeret est une île norvégienne dans le landskap Sunnhordland du comté de Vestland. Elle appartient administrativement à Sveio.

## Géographie
Rocheuse et désertique, elle s'étend sur environ 38 m de longueur pour une largeur approximative de 17 m. 